# Microtityus minimus
Espèce
Microtityus minimus est une espèce de scorpions de la famille des Buthidae.

## Distribution
Cette espèce est endémique de la province d'Azua en République dominicaine. Elle se rencontre vers Las Charcas.

## Description
Le mâle holotype mesure 10,31 mm, les mâles mesurent de 9,23 à 10,31 mm et les femelles de 11,44 à 11,85 mm.

## Publication originale
- Kovařík & Teruel, 2014 : « Three new scorpion species from the Dominican Republic, Greater Antilles (Scorpiones: Buthidae, Scorpionidae). » Euscorpius, no 187, p. 1-15 (texte intégral).